# Леди Смертельный Удар
Леди Смертельный Удар (англ. Lady Deathstrike; настоящее имя — Юрико Ояма, англ. Yuriko Oyama) — суперзлодейка комиксов издательства «Marvel Comics». Одна из главных врагов Людей Икс и, в частности, Росомахи.

## Биография
Ойяма была дочерью японского учёного Лорда Тёмного Ветра. Объединившись с Сорвиголовой, чтобы отомстить отцу за смерть своих братьев, Юрико убила его. Однако её возлюбленный Кира, член армии Тёмного Ветра, покончил с собой. После этого Юрико не раз пыталась убить Росомаху и забрать себе его скелет, но Ойяму победила подруга Логана Хизер Хадсон (Защитница). В результате эксперимента злодейки Спираль Леди Смертельный Удар превратилась в киборга.
Хотя девушка возглавляет собственную корпорацию, она продолжает работать наёмным убийцей.
Так, Юрико покалечила супергероя Санфайра, но и сама чуть не погибла от рук Икс-23, когда Разбойники столкнулись с Силой Икс.
Позже Спираль починила Юрико, сделав её ещё более прочной.
Во время Гражданской Войны Леди Смертельный Удар сражалась на стороне Громовержцев, а позже возглавила новую группу Разбойников. Вместе с ними она охотилась на первого мутанта, родившегося после Дня М, а затем вошла в Сестринство Мутантов Мэделин Прайор.

## Силы и способности
Леди Смертельный Удар — киборг со сверхчеловеческой силой, скоростью и проворностью. Её скелет совмещен с адамантием, что делает его структуру практически неразрушимой. Она может поднять 1 тонну, её скорость, ловкость и рефлексы равны рефлексам и прочему лучших атлетов-людей. Её выносливость также является сверхчеловеческой, она способна находиться на пике формы в течение нескольких часов, пока не упадёт от усталости. Изначально являлась тайной, как она вообще вынесла процесс приёма адамантия, так как без регенерирующего фактора этот процесс для человека является критическим. Однако позже было показано, как Спираль использовал магию для того, чтобы адамантий оказался в Юрико, своими силами она бы этого просто не вынесла. Пальцы Леди были заменены 12-дюймовыми адамантиевыми когтями. Неразрушимые, как и её скелет, эти когти являются грозным оружием, способным рассекать любое вещество, кроме адамантия и щита Капитана Америки. Она — опытный ассасин и очень искусна во множестве восточных единоборств. В своих убийствах она предпочитает действовать хитро и тонко, однако эмоционально она очень ранима, что иногда влияет на её профессионализм. Её последний визит к Дональду Пирсу, лидеру киборгов-преступников, известных как Грабители, привёл к её модернизации — своеобразным «кибернетическим регенерирующим фактором», который действует примерно как у Росомахи, только не столь эффективен. Этот фактор ликвидирует раны, нанесённые как кибернетическому, так и органическому моменту, в течение нескольких минут. Более значительные раны заживают медленнее. Леди Смертельный Удар способна взаимодействовать с внешними компьютерными системами, обрабатывая данные своими центрами памяти. Она — квалифицированный боец, кроме того, эксперт в Кэндзюцу, а также других самурайских искусствах. Она — квалифицированный пилот военно-морских судов и самолётов, кроме того, свободно владеет японским и английским.

## Вне комиксов

### Мультфильмы
- Появляется в мультсериале «Люди Икс» (1992), сначала как противник Росомахи, потом как вынужденный союзник.
- Появляется в первой части мультфильма «Халк против» — «Халк против Росомахи». Была тяжело ранена в сражении с Росомахой; смогла восстановиться, но затем была практически уничтожена Халком, который оторвал её руки, и, вероятно, вскоре умерла под развалинами разрушенной лаборатории.

### Кино

Леди Смертельный Удар в фильме «Люди Икс 2»

- «Люди Икс 2» (2003) (роль исполняет Келли Ху). Представлена, в отличие от комиксов, не как киборг, а как мутант. Исключительно сильна, мастерски владеет приёмами восточных единоборств. Имеет адамантиевый скелет и по пять когтей на руках, которые может доставать при удобном случае. Когда Логан входит в помещение с кипящим металлом, можно увидеть чертежи и рентгеновские снимки скелета Юрико, что свидетельствует о недавней процедуре закачивания адамантия. Находится под контролем полковника Страйкера — главного антагониста фильма; тот сравнивает её с Росомахой и говорит, что она имеет все его достоинства, но лишена его недостатков (в частности, безусловно предана Страйкеру, хоть и под воздействием Сыворотки Джейсона). Убита в схватке с Росомахой; их сражение было долгим и ожесточённым и длилось до тех пор, пока Росомахе не удалось воткнуть в тело Юрико дренажную иглу, соединённую с резервуаром адамантия, так что фактически Леди Смертельный Удар умерла от «передозировки» адамантия. Тем не менее, планировалось появление персонажа в третьем фильме (которое, однако, не состоялось).
- «Люди Икс: Дни минувшего будущего» (2014). В последней сцене битвы, во время речи Эрика, один из стражей убивает Санспота когтями Юрико. Данная отсылка может свидетельствовать о том, что она могла выжить после событий фильма «Люди Икс 2».
- Юрико в исполнении Джейд Лай вернулась в фильме «Дэдпул и Росомаха», где являлась подручной Кассандры Новы в Пустоте[1].

### Игры
- В Wolverine: Adamantium Rage является боссом одного из уровней.
- Главный босс игры X2: Wolverine's Revenge.
- В игре X-Men Legends II: Rise of Apocalypse она представлена помощницей главного антагониста (Апокалипсиса), и, соответственно, одним из боссов. Если заплатить 2000 монет, то она откажется от битвы и вы пройдёте дальше (при условии, что вы не играете за Росомаху).
- Также она появляется в игре X-Men: The Official Game.